# Ovis dalli stonei
Cừu đá (Danh pháp khoa học: Ovis dalli stonei) là một phân loài của loài cừu tuyết Ovis dalli chúng có một màu nâu có màu đen với một số mảng trắng trên mông và bên trong hai chân sau. Chúng sinh sống phổ biến ở vùng núi đá. 

## Phân bố
Cừu được tìm thấy trong nước tương đối khô và cố gắng để ở trong một sự kết hợp đặc biệt của rặng núi mở núi, đồng cỏ, và sườn dốc đứng với mặt đất vô cùng cứng cáp trong vùng lân cận ngay lập tức, để cho phép thoát khỏi các kẻ thù mà không thể đi du cư một cách nhanh chóng thông qua địa hình như vậy. 

## Đặc điểm
Cừu đực có sừng cong dày. Những con cái có sừng ngắn hơn mảnh mai hơn, sừng hơi cong. Con đực sống trong các nhóm mà ít khi kết hợp với các nhóm cái, ngoại trừ trong mùa giao phối vào cuối tháng 11 và đầu tháng Mười Hai. Chiên non được sinh ra vào tháng Năm. Những kẻ săn mồi chính của chúng là chó sói, chó sói, gấu đen và gấu xám Bắc Mỹ, đại bàng vàng là loài săn mồi của những con chiên.
Trong suốt mùa hè, khi thức ăn dồi dào, con cừu ăn nhiều loại thực vật. Các chế độ ăn uống mùa đông là hạn chế hơn nhiều, và chủ yếu là các cỏ khô, cỏ đông lạnh và cói xuất phát có sẵn khi tuyết được tan rã, địa y và rêu. Rất nhiều đàn cừu thăm bãi liếm muối khoáng trong mùa xuân, và thường di chuyển nhiều dặm để ăn đất xung quanh và liếm khoáng. 